# Spee (порошок)
Spee — стиральный порошок, представленный в ГДР в 1968 году. Продаётся в Германии и многих других европейских странах. 
Первоначально Spee разрабатывался и производился компанией Waschmittelwerk Genthin, а позже порошок начал производиться в Дюссельдорфе компанией Henkel.
Название Spee расшифровывается как Spezial-Entwicklung. Spee — один из немногих брендов из ГДР, который смог заявить о себе по всей Германии после падения Берлинской стены.

## История
Торговая марка Spee была зарегистрирована в 1966 году. В 1968 году продукция Spee начала выпускаться на заводе VEB Waschmittelwerk Genthin. Название бренда Spee произошло от сочетания слов «special» и «development». Продукт был разработан как сверхмощное моющее средство и должен был удовлетворить растущий спрос на моющие средства в ГДР. Порошок Spee быстро обрёл свою популярность и начал продаваться в различных размерах упаковки, чтобы удовлетворить различные потребности потребителей. Он характеризовался значительно улучшенной моющей способностью при низких температурах (что важно для очень распространённых в настоящее время синтетических волокон) и меньшим образованием пены (лучше подходит для стиральных машин). Вскоре после своего появления Spee стал самым продаваемым моющим средством в ГДР с долей рынка 80%.
В 1970-е годы порошок Spee был технологически усовершенствован для повышения производительности и эффективности стирки. В 1973 году был представлен Spee gekörnt, который оптимизировал производственные процессы. Продукт получил различные награды, в том числе золотую медаль на Международной ярмарке в Инчебе в Братиславе. Другие варианты — Spee Syntex и Spee Intensive — были разработаны в 1980-е годы для удовлетворения потребностей различных текстильных изделий и процессов стирки.
После воссоединения Германии компания VEB Waschmittelwerk Genthin была приватизирована, и концерн Henkel KGaA выкупил завод у Treuhandanstalt в ноябре 1990 года. В ходе перезапуска Spee и Spee Color были выпущены на немецкий рынок с новой, бесфосфатной формулой. Порошки Spee стали продаваться в новых упаковках, отвечающих требованиям немецкого рынка.
В 1996 году был представлен вариант Spee Megaperls, а в 1999 году — Spee Tabs. Оба порошка были направлены на удовлетворение требований рынка к компактным и легко дозируемым моющим средствам. Земля Саксония-Анхальт заключила контракт с Henkel Group на финансирование в двузначном миллионном диапазоне и обязательство по размещению в течение десяти лет. Вскоре после этого в Гентине был построен новый завод по производству жидких моющих средств. В 2000 году первым жидким моющим средством бренда Spee стал Spee Gel.
До истечения срока действия контракта компания Henkel демонтировала всю линию по производству жидких моющих средств и перевезла её в Дюссельдорф. Производство порошка было перенесено в Дюссельдорф уже в 2007 году. В 2009 году компания Henkel окончательно прекратила производство Spee и других моющих средств на заводе в Гентине и полностью перенесла производство в Дюссельдорф.
Завод в Гентине, который играл центральную роль в производстве и развитии Spee с 1968 года, был закрыт. В ходе этой реструктуризации компания Hansa Group приобрела территорию бывшего завода по производству моющих средств и продолжила производство под собственным управлением.
В 2017 году под брендом Spee были представлены капсулы Spee Duo-Caps. Другие варианты — Spee Black — дополнили ассортимент продукции. Ассортимент бренда Spee продолжает пополняться новыми рецептурами и формами упаковки и остаётся неизменным на немецком рынке моющих средств. В настоящее время Spee (по состоянию на 2020 год) имеет долю рынка 12% и, таким образом, является третьим самым продаваемым моющим средством в Германии, после Ariel и Persil.

## Слоганы
- Das neue Spee ist o.k. (1990).
- Das gute Spee — alles o.k. (1993).
- Spee. Die schlaue Art zu waschen (1997).
- Löbtau, Friedrichstadt, Hellerau, alle waschen schlau (Дрезден, 2017).